# Alte Nudelfabrik

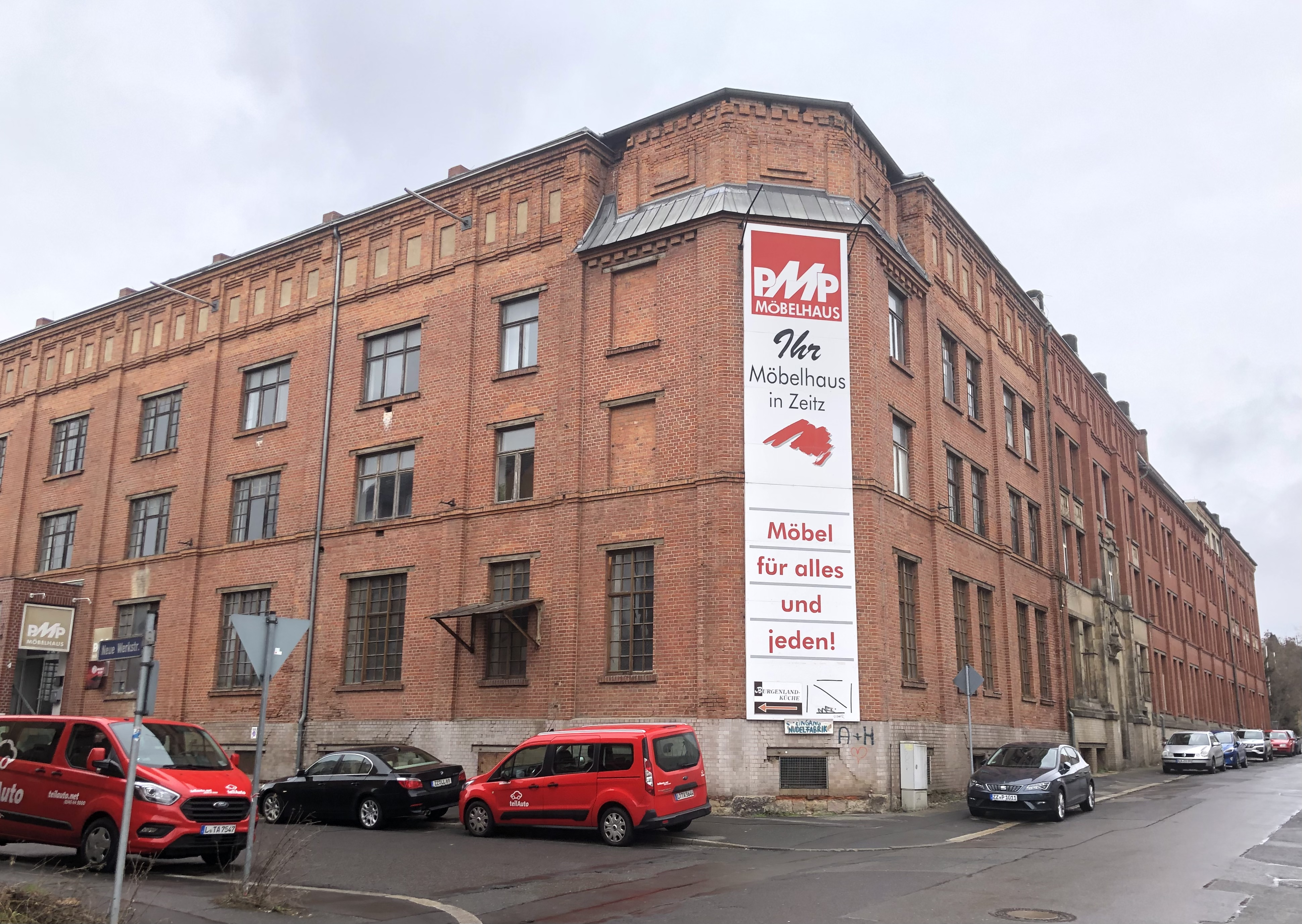
Alte Nudelfabrik, 2023

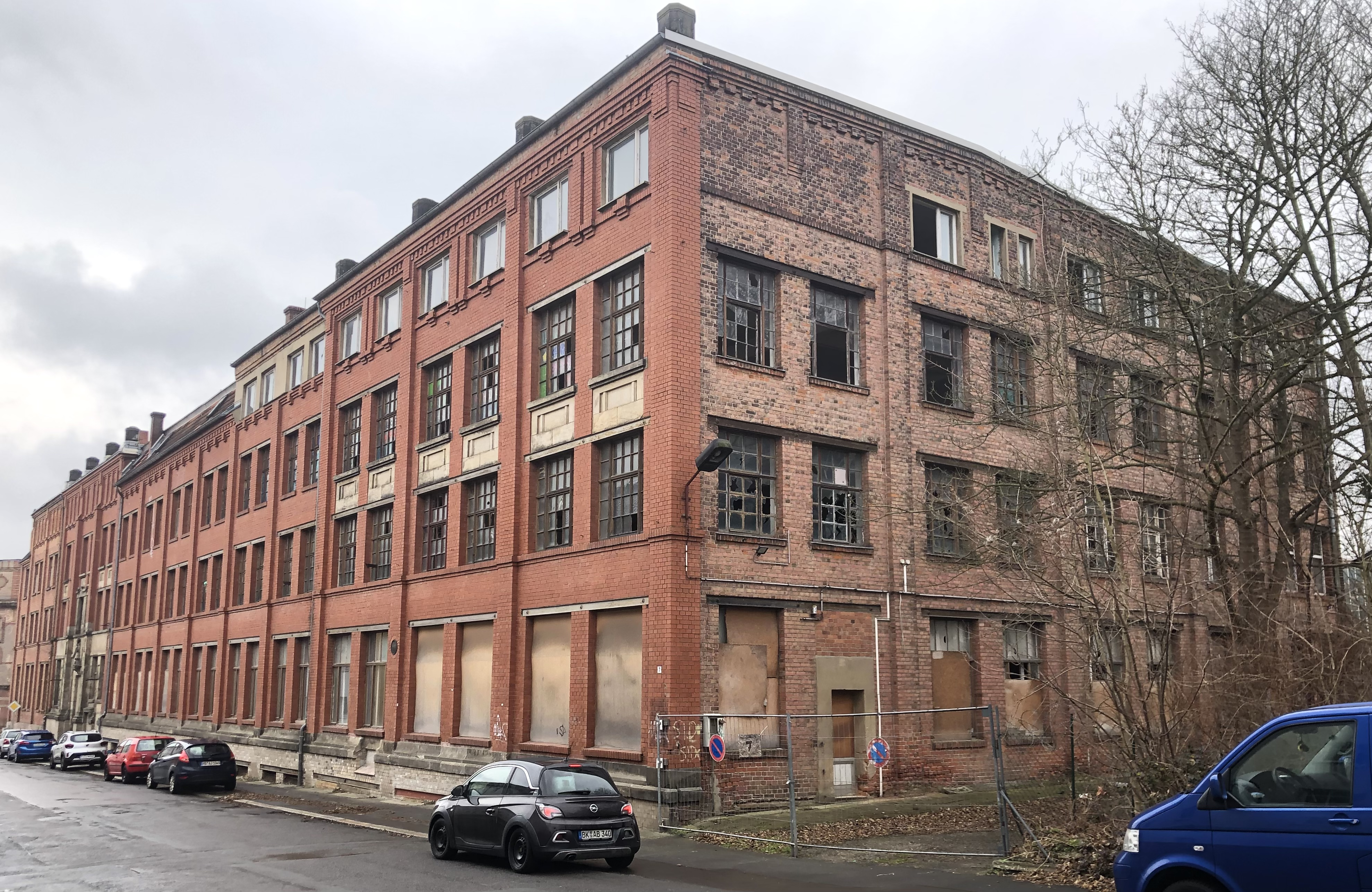
Blick von Nordosten, 2023

Die Alte Nudelfabrik ist ein Veranstaltungs- und Kreativzentrum in der Stadt Zeitz in Sachsen-Anhalt. Es ist in der denkmalgeschützten Fabrikanlage einer ehemaligen Nudelfabrik ansässig.

## Lage
Die Nudelfabrik, häufig kurz die Nudel genannt, befindet sich nördlich der Zeitzer Altstadt, auf der Nordseite der Neuen Werkstraße, an der Adresse Neue Werkstraße 4. Östlich des Fabrikgeländes verläuft die Paul-Rohland-Straße, an der die Adresse Paul-Rohland-Straße 7 besteht. Nördlich grenzt das gleichfalls denkmalgeschützte, in der Vergangenheit als Poliklinik genutzte Haus Paul-Rohland-Straße 1 an.

## Geschichte
1888 gründete der aus Zeitz stammende Max Emmerling einen Betrieb zur Produktion von Teigwaren. Im Jahr 1909 ließ er die heute noch bestehenden Fabrikanlagen errichten. Die Fabrik war zu ihrer Bauzeit modern. Neben Teigwaren wurde auch Zwieback hergestellt. Die Produkte wurden unter dem Markennamen Elite vertrieben. Der Zwieback wurde auch unter dem Namen Emmerlinge bekannt.
In der Zeit der DDR wurde die Fabrik 1953 enteignet und dann als staatliches Unternehmen an den VEB OGIS Zeitz angegliedert, der Obst, Gemüse und Kartoffeln verarbeitete. In der Nudelfabrik wurden jedoch weiterhin Teig- und Backwaren hergestellt. Nach der politischen Wende des Jahres 1989 gelangte das Unternehmen an die Treuhandanstalt, die den Betrieb abwickelte. Die Produktion wurde dauerhaft eingestellt.
Es ergab sich eine kurzzeitige Nachnutzung durch das PMP Möbelhaus, die jedoch bald wieder eingestellt wurde. Die leerstehenden Fabrikgebäude verfielen daraufhin.
Ende 2016 erwarb ein privater Investor das Objekt und begann mit der schrittweisen Instandsetzung des Komplexes. Es entstanden Veranstaltungsräume, Ateliers für Künstler und Wohn- und Unterkunftsräume. In das Konzept wurde das nördlich angrenzende Gebäude der ehemaligen Poliklinik einbezogen, in der ein Gästehaus entstand.

## Ausstattung
Es bestehen Arbeits- und Veranstaltungsräume mit einer Größe von 30 bis 250 m² und einer Platzzahl von bis zu 100 Personen, mehrere Gemeinschaftsküchen und Übernachtungsmöglichkeiten für bis zu 90 Gäste, 30 davon in Einzelzimmern. Es sind auch einige Lofts eingerichtet.

## Architektur

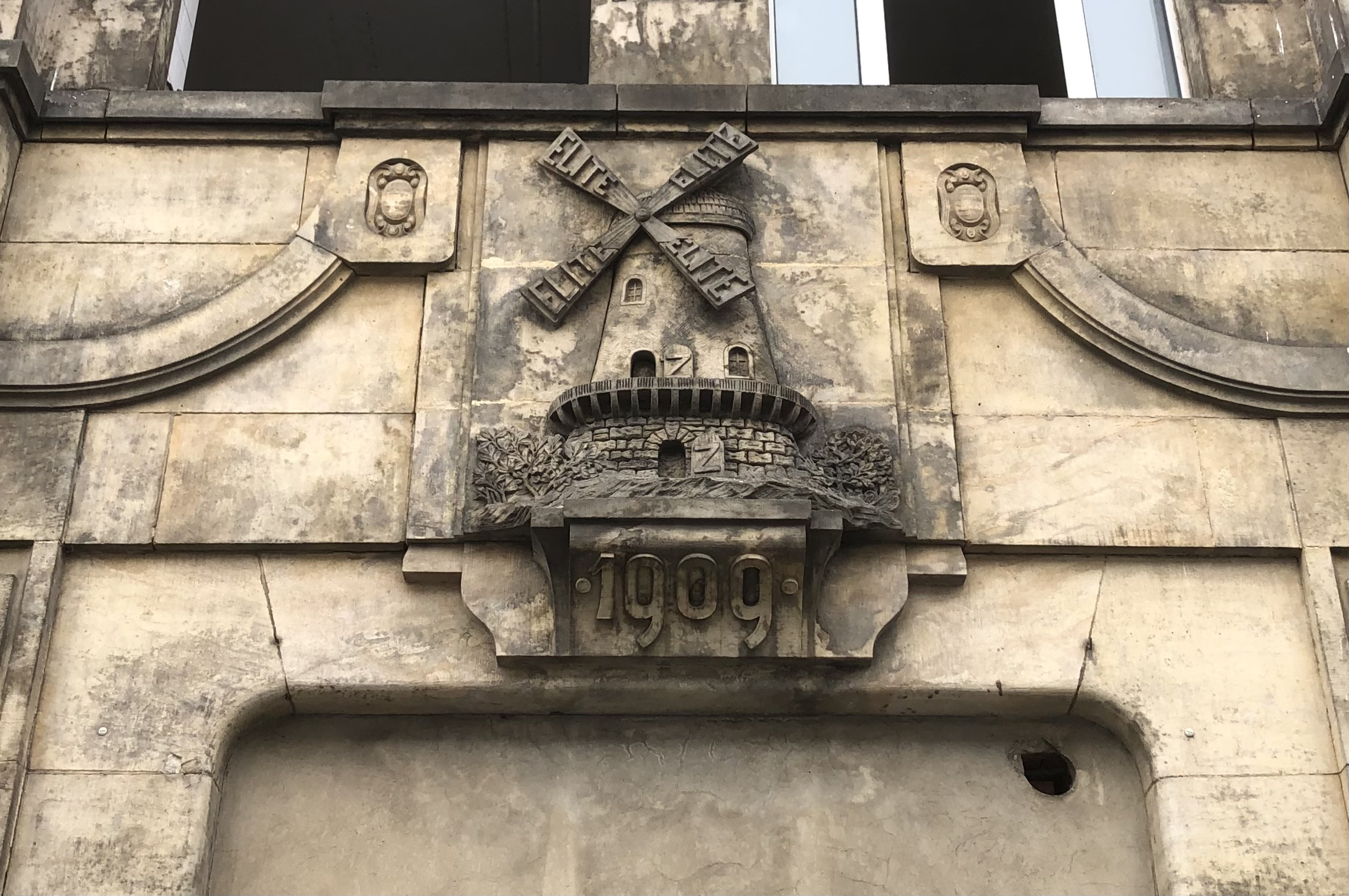
Schlussstein mit der Windmühle

Der große drei- bis viergeschossige Ziegelbau ist durch Lisenen streng rasterförmig gegliedert. Architektonisch erinnert der Bau an die monumentale Industriearchitektur eines Peter Behrens. Die drei Gebäudeflügel gruppieren sich um einen nach Norden geöffneten Innenhof. Die historischen Sprossenfenster sind in größerem Teil erhalten.
In der Ostfassade befindet sich oberhalb des ehemaligen, jetzt vermauerten Hauptportals, ein im neobarocken Stil gestalteten, refilierten Schlussstein. Er zeigt eine Holländerwindmühle. Auf ihren vier Flügeln ist der Markenname Elite zu lesen. An zwei Türen der Mühle ist der Buchstabe Z zu lesen, er steht für die Stadt Zeitz. Darunter befindet sich das Baujahr 1909.
Im Denkmalverzeichnis des Landes Sachsen-Anhalt ist die Fabrik unter der Erfassungsnummer 094 85579 als Baudenkmal verzeichnet.